# Nierssee
Der Nierssee ist ein See im Willicher Stadtteil Neersen und liegt im Naturraum Neersener Niersbruch.
Eigentümer und Betreiber des Sees ist der Niersverband.

## Entstehung
Der See entstand zwischen 1968 und 1970 durch den Kiesabbau für die Rohstoffgewinnung zum Bau des Autobahnkreuzes Neersen (Knotenpunkt der Bundesautobahnen A 44 und A 52).

## Nutzung
Der See dient heute als Abklingbecken bzw. Schönungsteich für die benachbarte Kläranlage Mönchengladbach-Neuwerk. Das dort geklärte Wasser wird im See nachbehandelt und mit Sauerstoff angereichert. Darüber hinaus dient er dem Hochwasserschutz, indem Hochwasser der Niers zurückgehalten und gedrosselt dort wieder eingeleitet wird.
Er ist für die Öffentlichkeit nicht zugänglich und ist vielmehr durch einen Zaun abgesperrt. Der Niersverband führt hierzu Sicherheitsgründe an. Es besteht aber die Möglichkeit den See über die Aussichtsplattform Bettrather Dyk zu betrachten. Hier hat man auch einen Blick auf die ca. 7.100 m² große, bewaldete Insel.